# 群体遗传学
群体遗传学（population genetics）又稱族群遺傳學、種群遺傳學，是研究在演化动力的影响下，等位基因的分布和改变。演化动力包括自然选择、性選擇、遺傳漂變、突变以及基因流動五种。通俗而言，群体遗传学就是在种群水平上进行研究的遗传学分支。它也研究遗传重组、种群的分类、以及种群的空间结构。同样地，群体遗传学试图解释诸如适应和物种形成现象的理论。
群体遗传学是现代进化综论出现的一个重要成分。该学科的主要创始人是休厄尔·赖特、约翰·伯顿·桑德森·霍尔丹和羅納德·費雪，他们还曾经为定量遗传学的相关理论建立基础。
传统上是高度数学化的学科，现代的群体遗传学包括理论的、实验室的和实地的工作。计算方法常使用溯祖理论，自1980年代发挥了核心作用。

## 多樣性的描述
性狀由遺傳和環境的交互作用決定。多樣性的來源包括基因、環境和和兩者的交互作用。照定義，只有可遺傳的部份會影響生物演化，所以族群遺傳學主要用等位基因的頻率來表示生物多樣性，並追蹤其變化來了解一個性狀的演化。一個種群中，某個性狀的多樣性源自遺傳差異的比例，稱為可遺傳性（heritability）。

### 哈代—溫伯格定律
在沒有演化動力下，也就是沒有天擇、沒有突變、隨機交配（有性生殖、沒有性擇）、種群無限大（沒有遺傳漂變）、沒有基因流時，雙倍體生物的基因頻率 {\displaystyle f} 可以用哈溫比例表示如下：
{\displaystyle f(AA)=p^{2}}
{\displaystyle f(Aa)=2pq}
{\displaystyle f(aa)=q^{2}}
這個基因座有兩個等位基因：{\displaystyle A}和{\displaystyle a}。
當演化動力存在時，會造成基因型頻率偏離哈溫平衡，包括等位基因頻率的改變和連鎖不平衡。

### 連鎖不平衡
當基因座之間彼此獨立時，一個個體共時帶有A基因和B基因的機率f(AB)應該要等於f(A)×f(B)。但是有些演化動力或分子機制會造成基因座之間不獨立。連鎖不平衡描述的就是不同基因座之間，某些基因非隨機共同出現的機率。
f(AB) = f(A)f(B) + D
f(Ab) = f(A)f(b) - D
f(aB) = f(a)f(B) - D
f(ab) = f(a)f(b) + D
D即是A和B之間的連鎖不平衡。也可以用如下公式計算：
 D = f(AB)f(ab) - f(Ab)f(aB)

## 演化動力

### 突變
是多樣性的來源。在族群遺傳學主要區分為中性突變、有益突變和有害突變。
可逆的突變可以作如下表示：
{\displaystyle p_{t+1}=(1-\mu )p_{t}+\nu q_{t}}
{\displaystyle q_{t+1}=\mu p_{t}+(1-\nu )q_{t}}
其中p和q代表等位基因的的頻率，μ和ν是突變率，t是時間。
平衡狀態是：
{\displaystyle p^{*}={\nu  \over \mu +\nu }}

### 自然選擇
自然選擇發生於不同的基因型有不同適應度時：
{\displaystyle f(A)={f(AA)w_{AA} \over {\bar {w}}}+{f(Aa)w_{Aa} \over 2{\bar {w}}}}
{\displaystyle {\bar {w}}=f(AA)w_{AA}+f(Aa)w_{Aa}+f(aa)w_{aa}}
其中f(x)為x的頻率，{\displaystyle w_{x}}是x的相對適應度。{\displaystyle {\bar {w}}}即是整個種群的平均適應度。適應度也可用選擇係數（selection coefficient）表示為{\displaystyle w_{AA}=1+s_{AA}}。值得注意的是適應度不一定是一個常數，而可能是基因頻率的函數，這種情況稱為頻率依賴選擇（frequency-dependent selection）。負為頻率依賴選擇，也就是頻率低的基因較適應的情況，是維持基因多樣性的一個重要機制。另一個可以維持基因多樣性的情況是超顯性，即異型合子的適應度最高。

### 基因流
當個體在不同種群間移動時，稱為遷徙（migration）或基因流（geneflow）。
在兩個面積類似的棲地之間（兩島嶼模型）的基因流可用如下式子表示：
{\displaystyle p_{1,t+1}=(1-m)p_{1,t}+mp_{2,t}}
{\displaystyle p_{2,t+1}=mp_{1,t}+(1-m)p_{2,t}}
其中{\displaystyle p_{1}}和{\displaystyle p_{2}}分別代表某個等位基因兩個棲地中的頻率，m是遷徙率。
當一個棲地遠大於另一個時（陸地—島嶼模型），則用如下式子：
{\displaystyle I_{t+1}=(1-m)I_{t}+mC_{t}}
C和I分別代表陸地和島嶼的基因頻率。如果沒有別的演化動力，最終島嶼的基因頻率會和陸地相同。

### 性選擇
各種非隨機交配會造成性選擇。
{\displaystyle x1'={p_{11}x_{1}x_{1}+(1/2)p_{12}x_{1}x_{2} \over z_{1}}+{(1/2)p_{21}x_{2}x_{1}+(1/4)p_{22}x_{2}x_{2} \over z_{2}}}
x是基因型頻率，{\displaystyle p_{ij}}是雌i對雄j的偏好，1代表AA，2代表Aa。

### 遺傳漂變
當族群大小有限時，會因為單純的機率造成基因頻率的改變。可以用二項分布描述基因頻率從一個值變為另一個值的機率。當族群大小是N時，等位基因有2N個，經一個世代後，族群中會有j個A基因的機率是：
{\displaystyle P={2N \choose j}p^{j}q^{2N-j}={(2N)! \over j!(2n-j)!}p^{j}q^{2N-j}}
因為0<q<1，族群大小（N）越小時，這個機率越高。
除了用二項分布配合馬可夫鏈來計算，漂變也可以用一維布朗運動的擴散方程來描述。
因為模型都經過一定的簡化，方程式中的N並不完全對應到真實世界的族群大小，而被稱為有效族群大小。